# Hospital Escola Eva Perón

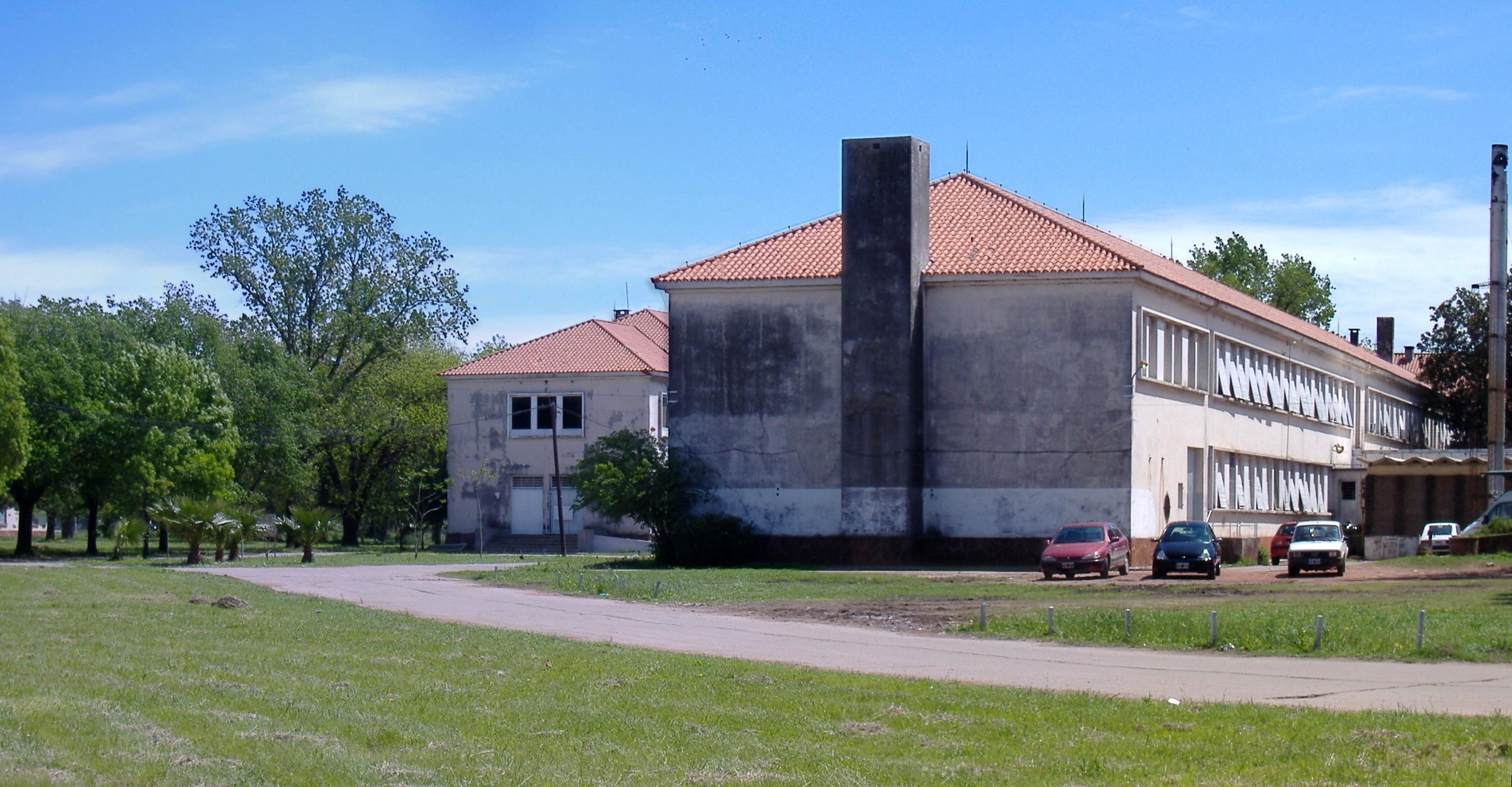
Hospital Escola Eva Perón

O Hospital Escola Eva Perón é um hospital público geral localizado na cidade de Granadero Baigorria, área metropolitana de Rosário, Santa Fé, Argentina. É um hospital público, dependente do Ministério da Saúde do Estado da província de Santa Fé e administrado em parte por um conselho eleito. Está localizado na Av. San Martín 1645, uma divisão da Rota Nacional 11.